# Martin-Luther-Kirche (Tralau)
Die 1961 erbaute evangelisch-lutherische Martin-Luther-Kirche ist ein moderner Kirchenbau im Ortsteil Tralau in der schleswig-holsteinischen Gemeinde Travenbrück. Das an die Kirche anschließende Torhaus erinnert an die gewachsene Einheit von Gutshaus und Kirche.

## Geschichte
Graf und Gräfin Kerssenbrock stifteten der Gemeinde Land, auf dem der heutige Friedhof und der Kirchenbau errichtet wurden. Die Kirche wurde am 17. September 1961 von Bischof Wilhelm Halfmann eingeweiht und erhielt ihren Namen Martin-Luther-Kirche erst 1986 zu ihrem 25-jährigen Kirchenjubiläum. Sie bietet Sitzplätze für 120 Personen.

## Ausstattung
Der barocke Altaraufsatz aus dem Jahre 1690 stammt noch aus einer Kapelle im Garten des Tralauer Guts, die bereits 1374 urkundlich erwähnt wurde.